# Kraftwerk Gabčíkovo
Das Kraftwerk Gabčíkovo ist ein Laufkraftwerk in der Slowakei bei Flusskilometer 1819 und nutzt die Wasserkraft der Donau. Es ist das größte Wasserkraftwerk der Slowakei und erzeugt rund 11 % des nationalen Strombedarfs.

## Geschichte

### Vor 1990

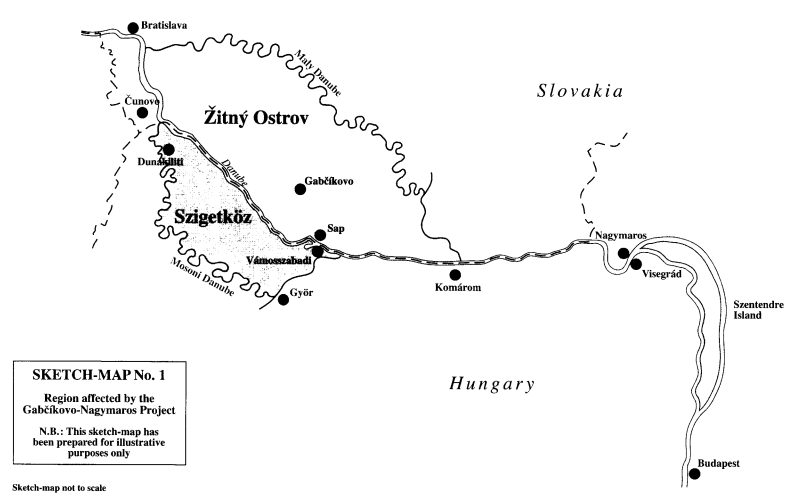
Situation vor dem Bau

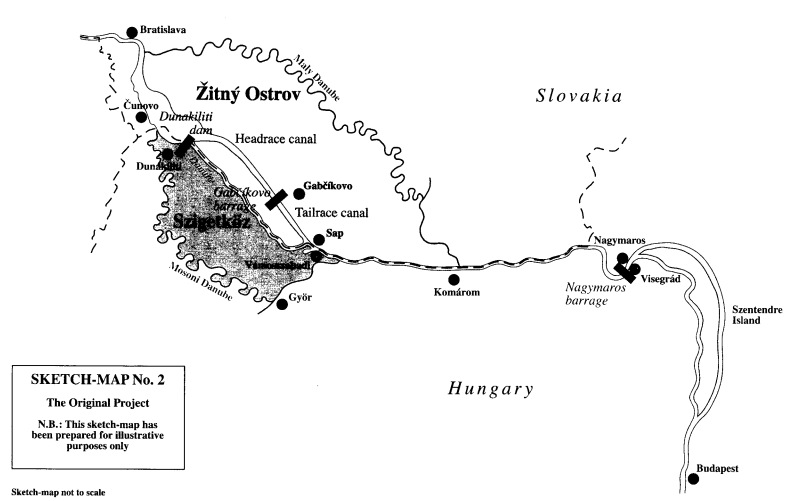
Das ursprüngliche Projekt bei der Unterzeichnung des Budapester Abkommens von 1977

Bereits 1947 wollte Stalin das seichte Schwemmland zwischen Győr und Bratislava ganzjährig schiffbar machen. Ein Kanal sollte es sowjetischen Kriegsschiffen ermöglichen, die Grenzen des damaligen Ostblocks zu erreichen. In den 1950er Jahren wurden erste Pläne ausgearbeitet, aber nicht realisiert.
Nach großen Überschwemmungen des Gebiets in den 1950ern und 1960ern, insbesondere in den Jahren 1954 und 1965, unterzeichneten am 16. September 1977 Ungarn und die Tschechoslowakei ein Abkommen zum Bau des Staustufensystems Gabčíkovo–Nagymaros, den sogenannten „Budapester Abkommen“. Geplant war ein großes Kraftwerk in Gabčíkovo, kurz davor ein rund 60 km² großes Staubecken Dunakiliti-Hrušov und ein zweites kleineres rund 120 km donauabwärts im ungarischen Nagymaros (als Ausgleichsbecken) am Donauknie. Dazu wäre die Kanalisierung bzw. Eindeichung der Donau auf 200 km erforderlich gewesen. Die Baukosten sollten von beiden Staaten je zur Hälfte getragen werden. Da die Mehrheit der zu bauenden Objekte sich auf tschechoslowakischen Territorium befand, verpflichtete sich Ungarn, im Abkommen benannte tschechoslowakische Objekte auf eigene Kosten zu errichten. Die erzeugte elektrische Energie sollte auch gleich geteilt werden. Nach der ursprünglichen Vereinbarung sollten die Arbeiten bis 1991 vollständig abgeschlossen sein, mit der vollständigen Inbetriebnahme des Kraftwerks Gabčíkovo im Jahr 1989 und des Kraftwerks Nagymaros ein Jahr später war gerechnet.
Bereits 1981 wollte die ungarische Regierung aus finanziellen Gründen das Projekt aussetzen und 1983 einigten sich die Tschechoslowakei und Ungarn auf Verlängerung der Arbeiten um vier Jahre. 1984 bekräftigten ungarische Umweltschützer (Duna Kör) durch eine Unterschriftenaktion die ökologischen Bedenken gegen dieses Mammutprojekt. Insbesondere Sorgen um Trinkwasser und Bestand der Auwälder spielten eine große Rolle. Nach dem Ende der Regierung Kádár 1988 stellte die neue Regierung im Mai 1989 nach wissenschaftlicher Untersuchung der ökologischen Folgen des Projektes alle Arbeiten in Ungarn ohne Angabe des Grundes ein, nachdem sie nur drei Monate zuvor ein Protokoll zur Baubeschleunigung unterzeichnet hat. Zu dieser Zeit waren 85 bis 90 Prozent der Arbeiten auf tschechoslowakischer Seite schon abgeschlossen. Am 31. Oktober beschloss das ungarische Parlament die Einstellung der Arbeiten am Kraftwerk Nagymaros und bevollmächtigte die Regierung, eine Änderung des Budapester Abkommens von 1977 auszuhandeln.

### 1990 bis 1992

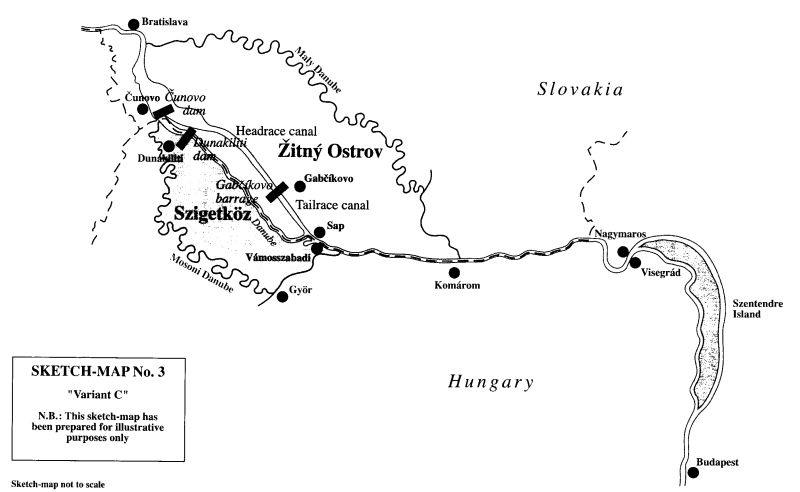
Die letztendlich ausgeführte Variante C

Die tschechoslowakische Regierung hingegen hielt am Weiterbau fest und erarbeitete 1990 und 1991 mehrere Varianten für die weitere Vorgehensweise. Diese erhielten Buchstaben A bis G und waren wie folgend:
| #  | Beschreibung | Ergebnis                      |
| -- | --- | ----------------------------- |
| A  | Fertigstellung des Staustufensystems Gabčíkovo–Nagymaros gemäß dem Budapester Abkommen von 1977 | tschechoslowakische Präferenz |
| B  | Fertigstellung der auf dem tschechoslowakischen Territorium liegenden Teile und Verschiebung des Baus der Staustufe Nagymaros auf eine spätere Zeit                                                            | -                             |
| C  | Fertigstellung der Staustufe Gabčíkovo, Verkleinerung des Staubeckens auf tschechoslowakisches Territorium und Ersetzung des Wehrs Dunakiliti durch ein neues Wehr bei Čunovo                                  | gewählte Variante             |
| DA | Verengung des Staubeckens mithilfe neuer Dämme und Inbetriebnahme der Staustufe Gabčíkovo mit dem Wehr Dunakiliti                                                                                              | -                             |
| DC | Bau eines neuen Wehrkomplexes bei Petržalka und Verlängerung des linksseitigen Zuleitungskanals zum neuen Wehrkomplex. Die Kanalkapazität ist dabei geringer als möglicher Durchfluss der Staustufe Gabčíkovo. | -                             |
| E  | Bau eines neuen Laufkraftwerks bei Dunakiliti mit einem Durchfluss von 1500 m³/s an der alten Donau, die Staustufe Gabčíkovo dient nur der Schifffahrt und Hochwasserableitung                                 | -                             |
| F  | Einstellung der Arbeiten und Konservierung der Baustelle bis zur späteren Entscheidung über die Weiternutzung                                                                                                  | -                             |
| G  | Abriss bereits gebauter Bauobjekte und Renaturierung des Gebiets so weit wie möglich | ungarische Präferenz          |

Nachdem der ursprüngliche Plan nicht verwirklicht werden konnte, weil er teilweise ungarisches Staatsgebiet einschloss, gemäß der Entscheidung für die „Variante C“ begann im November 1991 der Bau eines Kanals, der etwa 80 % des Donauwassers aus dem Grenzfluss bei Hamuliakovo auf slowakisches Territorium umleitet. Der Wasserbaukomplex Čunovo besteht aus dem Wehr der alten Donau (Staatsgrenze), einem Wasserkraftwerk am Wehr mit 24 MW Leistung sowie einem „Entnahmeobjekt“, mit dem Wasser in die Moson-Donau (Mošonské rameno) ausgeleitet wird. Diese enthält ein weiteres kleines Kraftwerk mit 1 MW. Orographisch rechts des Zuleitungskanals teilt ein 10,5 km langer Damm die alte Donau (Staatsgrenze) vom Kanal, bevor der Kanal auf der Kleinen Schüttinsel eine größere Entfernung zum Strom hat. Dieser Damm hat eine Dammkronenbreite von sechs Metern.
Die oberhalb des Wehrs Čunovo aufgestaute Donau wird als „Staubecken Hrušov“ (Zdrž Hrušov) bezeichnet und fasst auf einer Fläche von 25 km² 196 Mio. Kubikmeter Wasser. Dieses geht bei Hamuliakovo über in den linksseitigen Zuleitungskanal (Vodné dielo Gabčíkovo) mit einer Länge von 17 km, die linksseitige Dammkrone liegt 133,10 m über dem Baltischen Meeresspiegel.
Das Vorgehen der tschechoslowakischen Regierung stieß in Ungarn auf Empörung und nachdem Verhandlungen zwischen den tschechoslowakischen und ungarischen Regierungen sowie der EG-Kommission erfolglos liefen, kündigte die ungarische Regierung am 7. Mai 1992 einseitig das Budapester Abkommen von 1977, mit Inkrafttreten am 25. Mai 1992. Während die Arbeiten an der „Variante C“ fortgingen, begann Ungarn eine internationale Kampagne mit dem Ziel, den Weiterbau in der Tschechoslowakei zu stoppen, mit Berufung auf den „verheerenden ökologischen Schaden“ und „Verletzung der Souveränität des ungarischen Staates“. Am 20. Oktober 1992 stoppte die Slowakei die Schifffahrt im slowakischen Teil der Donau, zwei Tage später endete eine weitere Verhandlungsrunde zwischen der Tschechoslowakei, Ungarn und EG-Kommission über die Bildung einer Kommission erfolglos. Danach, am 24. Oktober wurde der Kanal auf Anordnung des Leiters der Baugesellschaft Vodohospodárska vystavba, Július Binder, unter ungarischen Protesten geflutet. Der Prozess wurde am 28. Oktober abgeschlossen und am 10. November wurde die Donauschifffahrt wieder erlaubt, nun durch die neuen Schleusen bei Gabčíkovo. Ungarn fasste dies als Grenzverletzung auf und verlangte die Wiederherstellung des ursprünglichen Zustandes der Donau. Die Slowakei ihrerseits akzeptierte die einseitige Kündigung der Verträge von 1977 durch Ungarn nicht und bestand auf deren Einhaltung.

### Internationaler Rechtsstreit

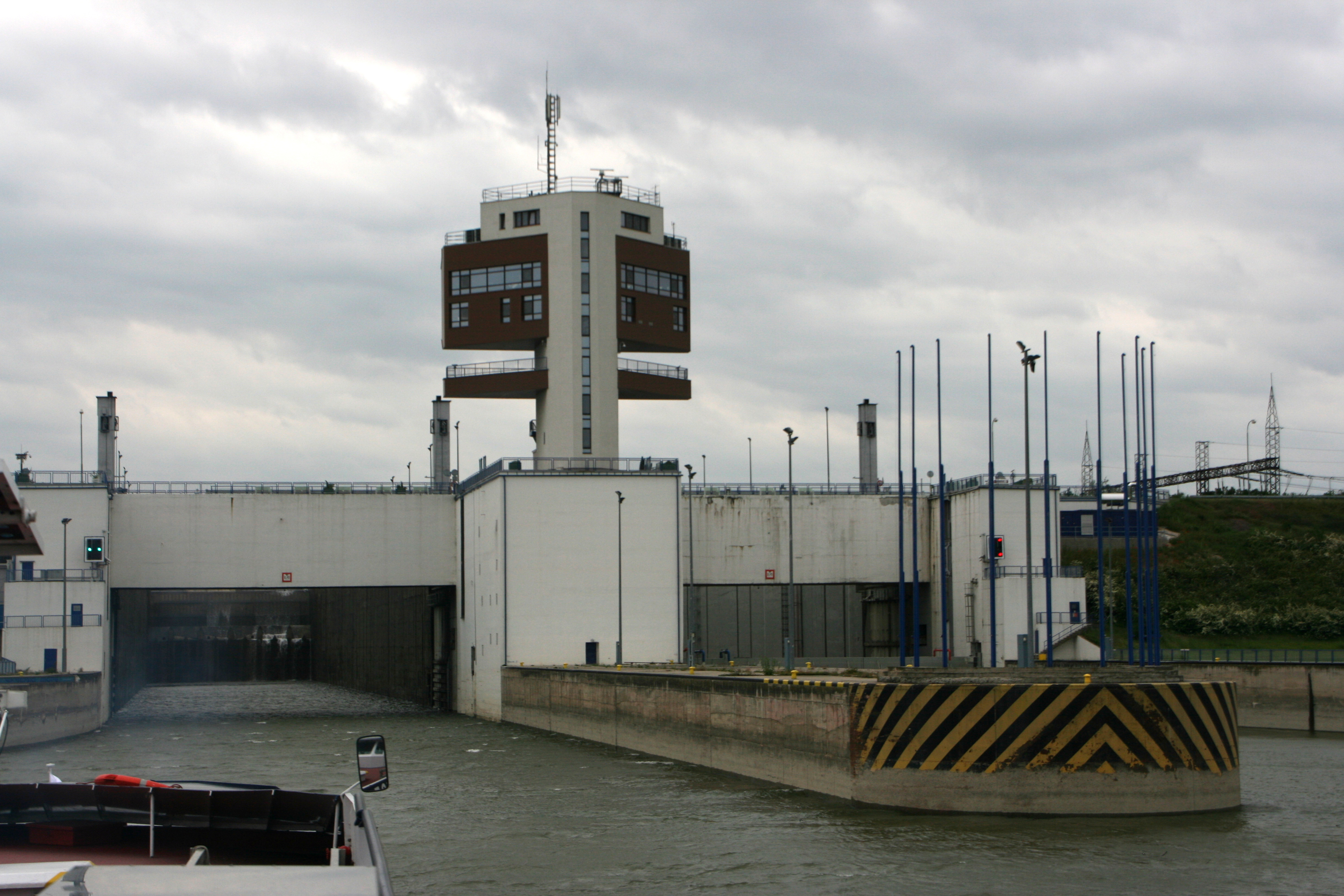
Schleusen von unten und Kontrollturm

In 1993 einigten sich beide Länder auf eine Anrufung des Internationalen Gerichtshofes in Den Haag. Am 25. September 1997 entschied der Gerichtshof, dass beide Länder ihre rechtlichen Verpflichtungen verletzt hätten, Ungarn in fast allen Punkten des Vertrages. Die Tschechoslowakei (später Slowakei) hatte zwar das Recht, den Bau fertigzustellen, aber nicht in Betrieb zu nehmen. Der ursprüngliche Vertrag gelte weiter und beide Staaten sollten eine neue, umweltschonendere Lösung aushandeln. Der IGH hielt in seiner Entscheidung fest, dass es sich beim zwischen Ungarn und der Tschechoslowakei abgeschlossenen Abkommen um einen Vertrag mit territorialer Bindung handle. Für einen solchen Vertrag ergebe sich aus dem Völkergewohnheitsrecht, dass ein Nachfolgestaat die Verträge des Gebietsvorgängers übernehmen müsse. Die Slowakei sei also an den seinerzeitigen Vertrag der Tschechoslowakei mit Ungarn gebunden. Um den Streit beizulegen, einigten sich Vertreter beider Regierungen im März 1998 auf ein Rahmenabkommen. Eine wirkliche Einigung ist bis heute nicht zustande gekommen, was die Beziehungen zwischen Ungarn und der Slowakei jahrelang belastet hatte.
Im Juni 2017 schickte ein Vertreter der slowakischen Regierung einen Antrag an den IGH zum Abbruch des seit 1998 laufenden Verfahrens für eine zusätzliche Entscheidung. Die ungarische Seite erklärte im Juli 2017, dass sie dem slowakischen Antrag nicht widerspreche.

## Technische Beschreibung

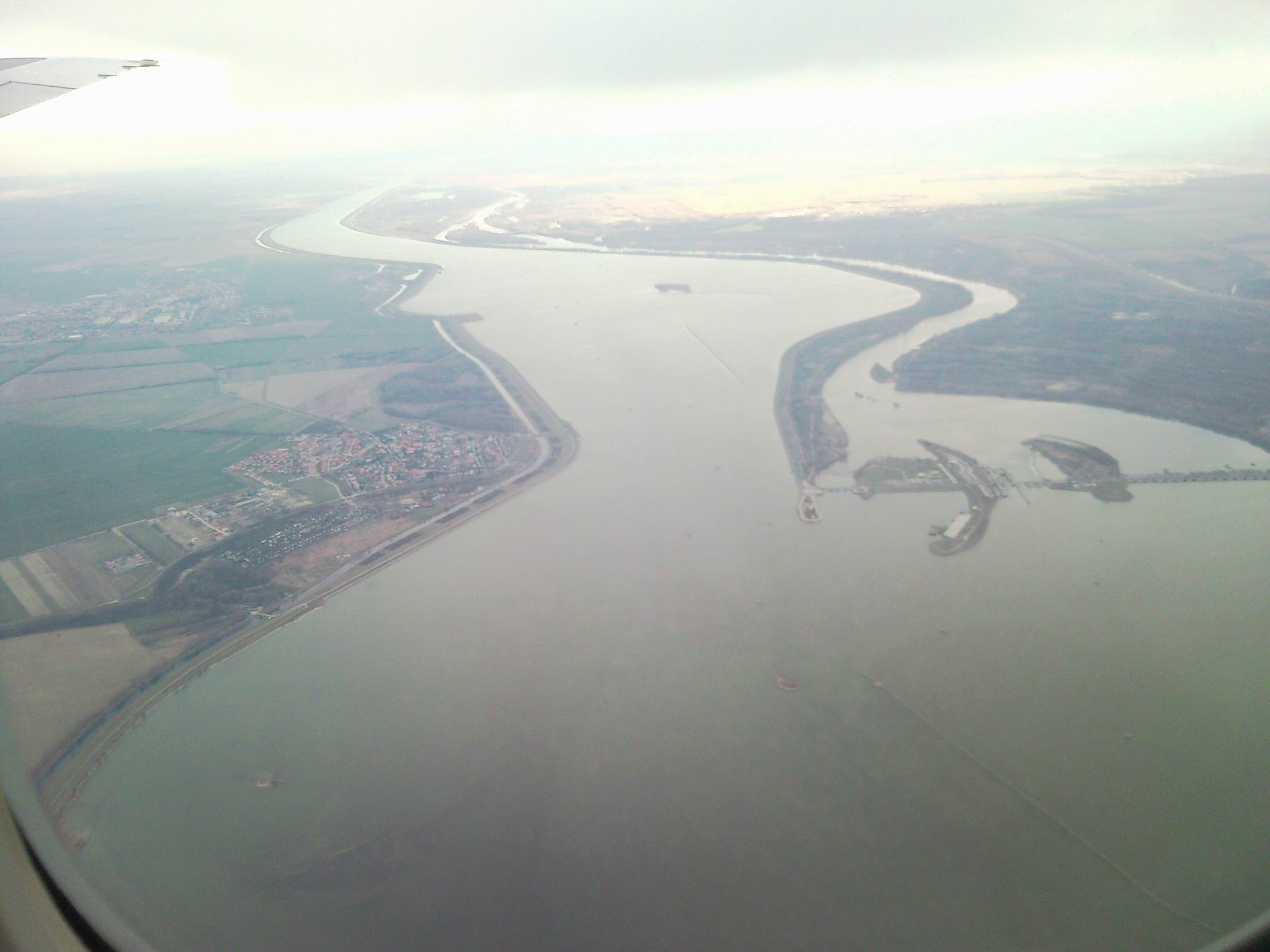
Luftbild des Staubeckens Hrušov bei Čunovo und Hamuliakovo, mit dem Zuleitungskanal und dem ursprünglichen Flussbett unterhalb des Wehrs Čunovo (rechts)

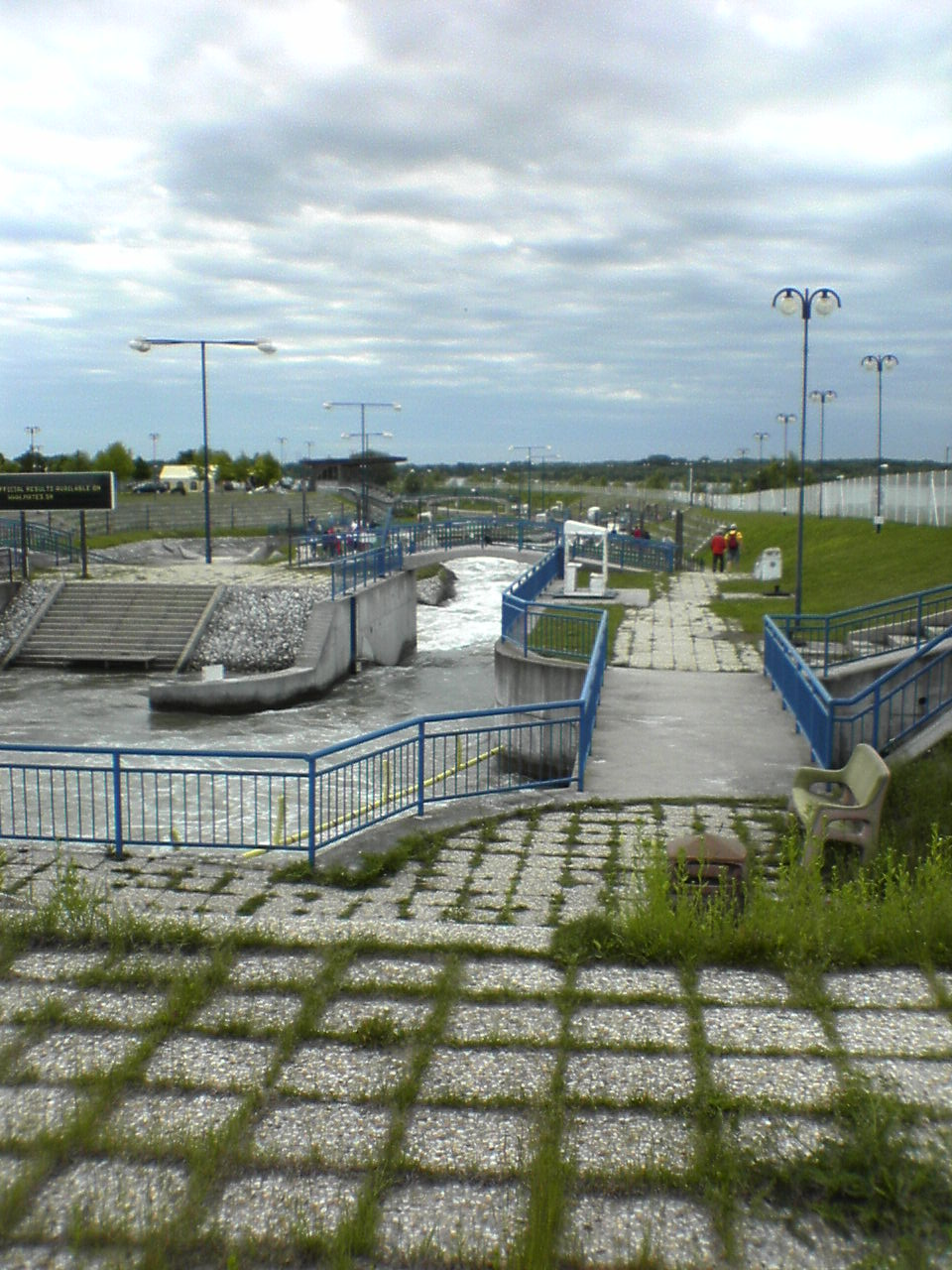
Wassersportareal am Wehr Čunovo

Westlich von Hamuliakovo (Šamorín), bei Stromkilometer 1.853 zweigt nach links der 38,5 km lange Kraftwerkskanal (Vodné dielo Gabčíkovo) ab und mündet unterhalb des Kraftwerks bei Donau-km 1.811 wieder in das ursprüngliche Flussbett. Rund 80 % des Wassers der Donau werden in diesen Kanal umgeleitet, der links vom alten Donaustrom (Staatsgrenze) verläuft und bis zu 700 m breit ist. Nach 16,7 km steht das Kraftwerk und die Schleuse von Gabčikovo mit acht Kaplan-Turbinen mit einer Engpassleistung von jeweils 90 MW. Die Ausbauwassermenge beträgt 5.040 m³/s, das Regelarbeitsvermögen jährlich 2.200 Mio kWh.

### Schleusen
- 2 Schleusenkammern
  - Länge: 275 m
  - Breite: 34 m
  - Tiefe: 32 m
  - Volumen: 299.200 m²
- max. Brutto-Gefälle: 21,6 m
- 8 Flut-Kanäle 4 × 4 m
  - Flutzeit: 18 – 22 min.
- 8 Auslasskanäle 4 × 4 m
  - Auslasszeit: 14 min.
- Unteres zweiteiliges Tor:
  - Breite: 34 m
  - Höhe: 21,95 m
  - Dicke: 2 m
  - Gewicht: 870 t

## Fähre
Von Kyselica auf der linken Kanalseite nach Vojka nad Dunajom verkehrt eine Autofähre.